# Cambes, Lot-et-Garonne
Cambes är en kommun i departementet Lot-et-Garonne i regionen Nouvelle-Aquitaine i sydvästra Frankrike. Kommunen ligger i kantonen Seyches som tillhör arrondissementet Marmande. År 2022 hade Cambes 176 invånare.

## Befolkningsutveckling
Antalet invånare i kommunen Cambes
| Referens: INSEE |